# Ryu Sei Kata

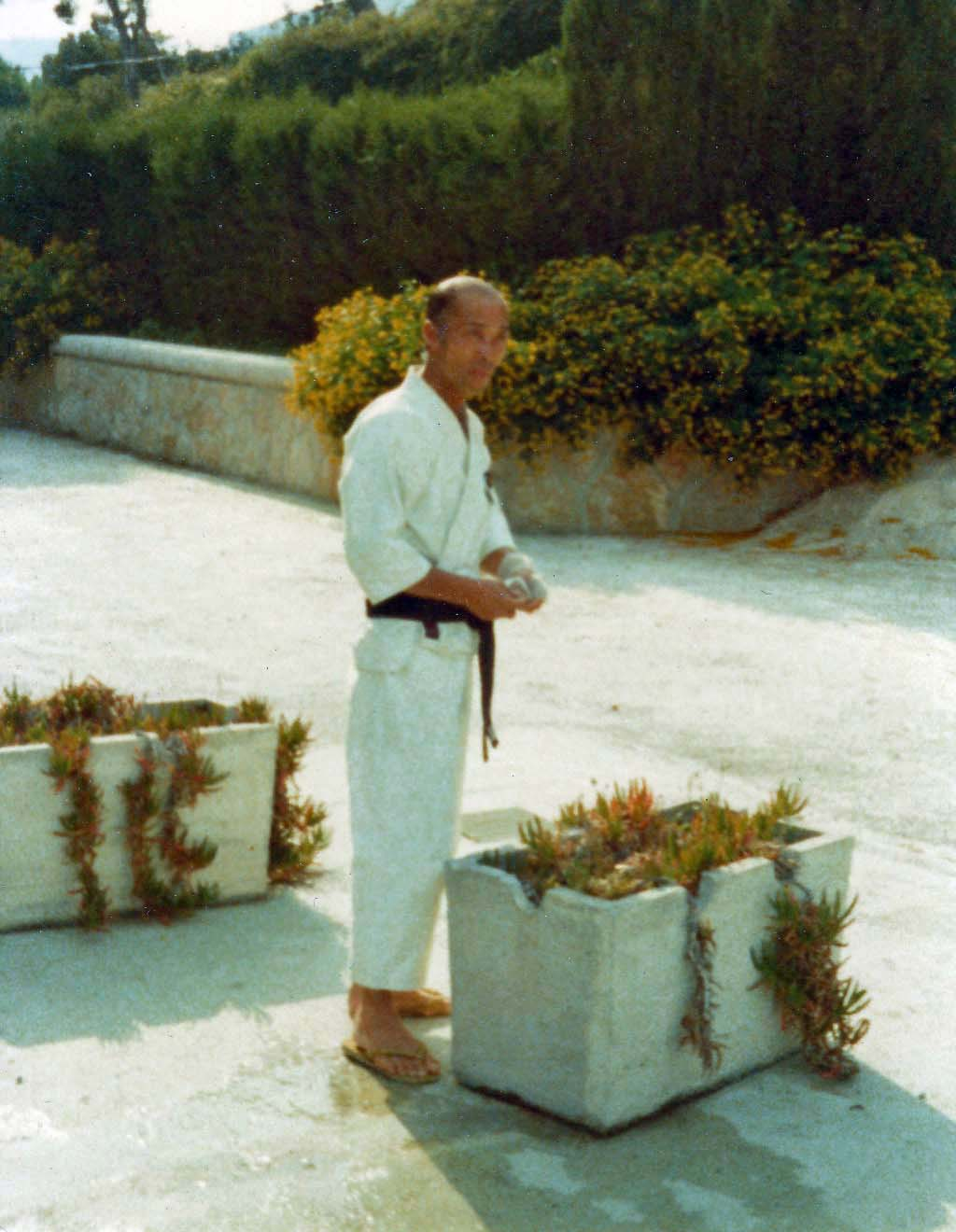
Sensei Tatsuo Suzuki

Le kata Ryu Sei (龍星), aussi appelé Kawanakajima (川中島), a été créé par sensei Tatsuo Suzuki (鈴木 辰夫) et célèbre les batailles de Kawanakajima.

## Description
Dans ce kata, maître Suzuki utilise de nombreuses séquences provenant d'autres katas wado-ryu comme Seishan, Kushanku, Bassai, et Wanshu. Il combine de la sorte les influences du Naha-te et Shuri-te et se termine par une technique de tameshiwari, ce qui est tout à fait unique dans un kata. Il était le kata de démonstration de maître Suzuki (1928-2011), toujours présenté avec une musique vocale japonaise.